# Клечовце – Неготино – Битола
Клечовце — Неготино — Битола — трубопровід, який споруджують у Північній Македонії для подачі блакитного палива до ряду районів на сході та півдні країни.
Імпорт блакитного палива до Македонії почався в другій половині 1990-х, проте перші два десятиліття він обмежувався подачею ресурсу на північний схід країни та до столиці. В 2010-х роках узялись за розширення газотранспортної мережі, для чого, зокрема, почали прокладати газопровід до Неготино та далі до Битоли. Його вихідною точкою став район селища Клечовце на трасі газопроводу Деве-Баїр — Скоп'є, по якому здійснюється імпорт з болгарського напрямку.
Загальна довжина трубопроводу до Бітоли, для якого обрали діаметр труб 500 мм, становитиме 188 км. В 2016-му ввели в експлуатацію перший відтинок від Клечовце довжиною 61 км, а наприкінці 2018-го завершили другу ділянку довжиною 36 км яка завершується у Неготино. Станом на жовтень 2020-го на відтинку довжиною 92 км від Неготино через Прилеп до Битоли було виконано 90 % робіт і його введення в експлуатацію очікувалось в 2021 році.
Після подачі блакитного палива на південь країни планується перевести на нього один з трьох блоків вугільної ТЕС Бітола. Також вивчається можливість спорудження в нової потужної газової електростанції в Бітолі та переведення на природний газ ТЕС Неготино.
У майбутньому в районі Неготіно може бути облаштоване сполучення із інтерконектором Македонія — Греція. Крім того, існують плани спорудження у західній частині країни газопроводу Битола — Охрид — Гостівар, що дозволить закільцевати газотранспортну систему Македонії.